# Instituto Atlético Central Córdoba
O Instituto Atlético Central Córdoba é um clube argentino de futebol. Atualmente disputa a Primeira Divisão do Campeonato Argentino de Futebol. Suas principais cores são o vermelho e o branco

## História
Assim como muitos outros clubes de futebol na Argentina, o Instituto foi fundado por trabalhadores ferroviários. O clube foi inicialmente criado em 1918 como Instituto Ferrocarril Central Córdoba. Com a reorganização da administração do clube 6 anos mais tarde, devido ao número de membros no bairro de Alta Córdoba, o nome foi alterado para o atual Instituto Atlético Central Córdoba.

## Volta para a Primeira (2022-hoje)
No ano de 2022 o clube começou com dificuldade na Primeira B Nacional, porém conseguiu se reerguer e preparar um elenco para brigar pelo título. Ao fim do campeonato a equipe acabou na segunda posição atrás de um dos seus rivais Club Atlético Belgrano, sendo assim o Instituto participou do Torneo Reducido para conseguir a segunda e última vaga de acesso para a Primeira Divisão.
A final do Torneo Reducido foi jogada contra o CA Estudiantes, onde a equipe do Instituto finalmente conseguiu o acesso à Primeira Divisão após empatar por 1-1 em sua casa.

## Rivalidades
Seus maiores rivais são o Club Atlético Belgrano, o Club Atlético Talleres e o Club Atlético Racing de Córdoba, ambos da cidade de Córdoba.

## Títulos
| NACIONAIS | NACIONAIS                          | NACIONAIS | NACIONAIS                                             |
|           | Competição                         | Títulos   | Temporadas                                            |
| --------- | ---------------------------------- | --------- | ----------------------------------------------------- |
|           | Campeonato Argentino - 2° Divisão  | 2         | 1999 e 2004                                           |
| REGIONAIS |                                    |           |                                                       |
|           | Competição                         | Títulos   | Temporadas                                            |
|           | Campeonato Cordobense - 1° Divisão | 9         | 1925, 1926, 1927, 1928, 1961, 1966, 1972, 1990 e 2017 |
|           | Campeonato Cordobense - 2° Divisão | 4         | 1919, 1920, 1941 e 1946                               |

## Sedes e estádios

### Estadio Monumental Alta Cordoba
Manda seus jogos no Estádio Juan Domingo Perón, com capacidade para 26 mil torcedores.

## Torcidas
O clube atualmente possui 2 Barras Bravas oficiais
- Los Ranchos

- Los Capangas